# Lisa Marie

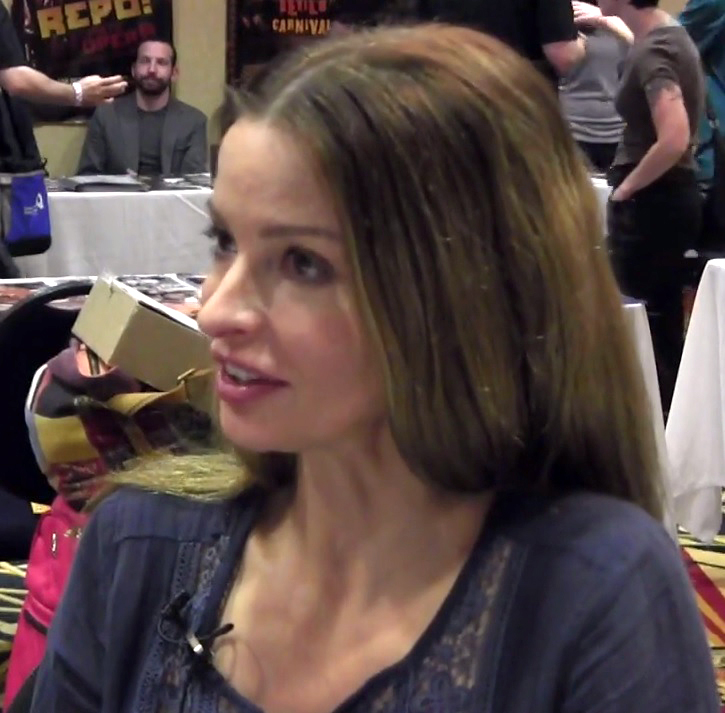
Lisa Marie 2012 bei einem Interview

Lisa Marie Smith (* 5. Dezember 1968 in Piscataway, New Jersey) ist eine US-amerikanische Schauspielerin und Model. Sie ist unter dem Arbeitsnamen Lisa Marie bekannt.

## Leben
Lisa Marie wuchs in New Jersey bei ihrem alleinerziehenden Vater und den Großeltern auf. Ihre Großmutter starb, als Lisa Marie vier war. Mit 16 Jahren ging sie nach New York City, wo sie Theater, Tanz und Musik studierte. Sehr schnell wurde sie als Fotomodell entdeckt. Vor allem stand sie Modell für die Fotografen Robert Mapplethorpe und Bruce Weber. Sie kam auf die Titelseiten der großen Modeblätter und erschien in Werbeanzeigen für Calvin Klein.
1989 sang sie in Malcolm McLarens Lied Something’s Jumpin’ in Your Shirt aus dem Album Waltz Darling (1989). Bruce Weber sorgte 1989 für Lisa Maries Einstieg ins Filmgeschäft – sie tauchte in seinem Oscar-nominierten Dokumentarfilm Let’s Get Lost über das Leben des drogensüchtigen Jazztrompeters Chet Baker als jugendliche Begleiterin auf. Ein Jahr später gab Woody Allen ihr eine Rolle in Alice.
Als Lisa Marie gerade einen Auftrag für Calvin Klein beendet hatte, lernte sie den Regisseur Tim Burton kennen. Sie inspirierte ihn zu vielen seiner Filme – von ihm selbst wurde sie als seine Muse bezeichnet. Vom Valentinstag 1992 bis 2001 war sie mit ihm verlobt. Während dieser Zeit wirkte sie in etlichen seiner Filme mit, dabei hob Burton oft ihre Erotik hervor (als Marsmädchen in Mars Attacks! wirkte ihr Kostüm, als sei es direkt auf die Haut genäht). Auch ist auffällig, dass Burton sie meistens zu Tode kommen lässt. Im DVD-Audiokommentar zu dem Film Sleepy Hollow, in dem die von ihr gespielte Figur als angebliche Hexe auf blutige Weise in einer Eisernen Jungfrau ermordet wird, sagt Burton: „I should try not to kill Lisa the next time!“. Nachdem sie 2001 eine Nebenrolle als Nova in der Neuverfilmung von Tim Burtons Planet der Affen hatte, beendete Burton die Beziehung, um eine Beziehung mit Helena Bonham Carter einzugehen, die eine Hauptrolle in Planet der Affen spielte und die er während der Produktion des Films kennengelernt hatte.
Ihre bekannteren Rollen waren die Vampira in Ed Wood (1994) und die Mutter von Ichabod Crane in Sleepy Hollow (1999). 2012 spielt sie die Hauptrolle in Steven C. Millers Thriller Silent Night, der Neuverfilmung des Charles E. Sellier Jr. Stille Nacht – Horror Nacht („Silent Night, Deadly Night“).
Zuletzt trat Marie 2015 schauspielerisch in Erscheinung (Stand Dezember 2023). Ihr Schaffen umfasst 19 Produktionen.

## Filmografie (Auswahl)
- 1988: Miami Vice (Fernsehserie, Episode: Bombengeschäft)
- 1989: Let’s Get Lost
- 1990: Alice
- 1994: Ed Wood
- 1996: Mars Attacks!
- 1997: Breast Men
- 1997: Frogs for Snakes
- 1999: Tail Lights Fade
- 1999: Sleepy Hollow
- 1999: Going South (If… Dog… Rabbit…)
- 2000: Chasing the Dragon
- 2000: The Beatnicks
- 2000: The World of Stainboy (Stimme)
- 2001: Planet der Affen (Planet of the Apes)
- 2012: The Lords of Salem
- 2012: Silent Night
- 2015: Tales of Halloween (Episodenfilm)
- 2015: We Are Still Here
- 2015: Dominion
- 2015: Lisa Marie